# Zabójstwo przy Rue Morgue
Zabójstwo przy Rue Morgue (ang. The Murders in the Rue Morgue, w polskim przekładzie także: Morderstwo przy Rue Morgue) – nowela amerykańskiego pisarza Edgara Allana Poego, opublikowana w czasopiśmie Graham's Magazine w roku 1841. Autor zaliczał ją do grupy swych „historii analitycznych”. Określana jest jako pierwszy utwór detektywistyczny, choć już przedtem ukazywały się dzieła z podobnymi motywami, np. Panna de Scudery (1819) Ernsta Hoffmanna oraz Zadig (1748) Woltera.
Głównym bohaterem noweli jest C. Auguste Dupin, detektyw z Paryża, który rozwiązuje sprawę zagadkowego morderstwa dwóch kobiet. Wielu świadków słyszało głos podejrzanego człowieka, jednak każdy z nich twierdzi, że głos mówił w innym języku. Na miejscu zbrodni Dupin znajduje podejrzany włos, który zdaje się nie należeć do człowieka.
Wykreowana w noweli postać Dupina stała się pierwowzorem wielu fikcyjnych detektywów, takich jak Sherlock Holmes i Herkules Poirot. Dupin pojawił się później w nowelach Tajemnica Marii Roget (ang. The Mystery of Marie Roget) oraz Skradziony list (ang. The Purloined Letter).

## Treść
Głównymi bohaterami noweli są dwaj rodowici Paryżanie, Auguste Dupin i jego przyjaciel, narrator historii, którego nazwisko nie jest wymienione. Obaj żyją w odosobnieniu i izolacji, nie przyjmując żadnych odwiedzin. Zerwali kontakty z wcześniejszymi znajomymi i wychodzą tylko w nocy. Podczas jednego z wieczornych spacerów Dupin demonstruje swoje umiejętności analitycznie, odczytując myśli narratora jedynie na podstawie obserwacji jego zachowań.
Pewnego dnia paryskie gazety donoszą o zagadkowym podwójnym morderstwie Madame L'Espanaye i jej córki na fikcyjnej ulicy Rue Morgue. Zwłoki Madame L'Espanaye znaleziono na podwórzu za domem; kobieta miała połamane kości, a jej gardło było tak brutalnie przecięte, że głowa ledwo się trzymała reszty ciała. Córka została uduszona i wepchnięta siłą do komina. Morderstwo popełniono w pokoju na czwartym piętrze, zamkniętym od środka na klucz. Według zeznań świadków podczas morderstwa z mieszkania słychać było dwa głosy: jeden męski, mówiący po francusku, drugi mówiący w obcym języku. Świadkowie nie są zgodni co do języka, którym mówił drugi głos. Każdy z nich twierdzi, że głos mówił w języku, którego świadek nie znał. Wkrótce zostaje aresztowany mężczyzna o nazwisku Adolphe Le Bon, mimo że nie ma dowodów jego winy. Dupin jest tak zaintrygowany sprawą, że oferuje swoje usługi prefektowi policji „G-”.
Ponieważ świadkowie nie są zgodni co do języka, którym mówił morderca, Dupin przypuszcza, że nie słyszeli oni w ogóle ludzkiego głosu. Na miejscu zbrodni znajduje niezwykły włos i stwierdza, iż nie należy on do człowieka. Wskazuje także na inne znaczące okoliczności: na miejscu zbrodni znaleziono nietknięte przez mordercę kosztowności, co wskazuje, że nie było motywu rabunkowego; wepchnięcie zwłok córki do komina wymagało nadludzkiej siły; jedynym możliwym sposobem wejścia do pokoju było wykonanie niezwykle zręcznego skoku do okna z pobliskiego piorunochronu; ślady na szyi uduszonej kobiety nie pochodzą od ludzkiej ręki. Dupin dochodzi do wniosku, że kobiety zabił nie człowiek, lecz orangutan.

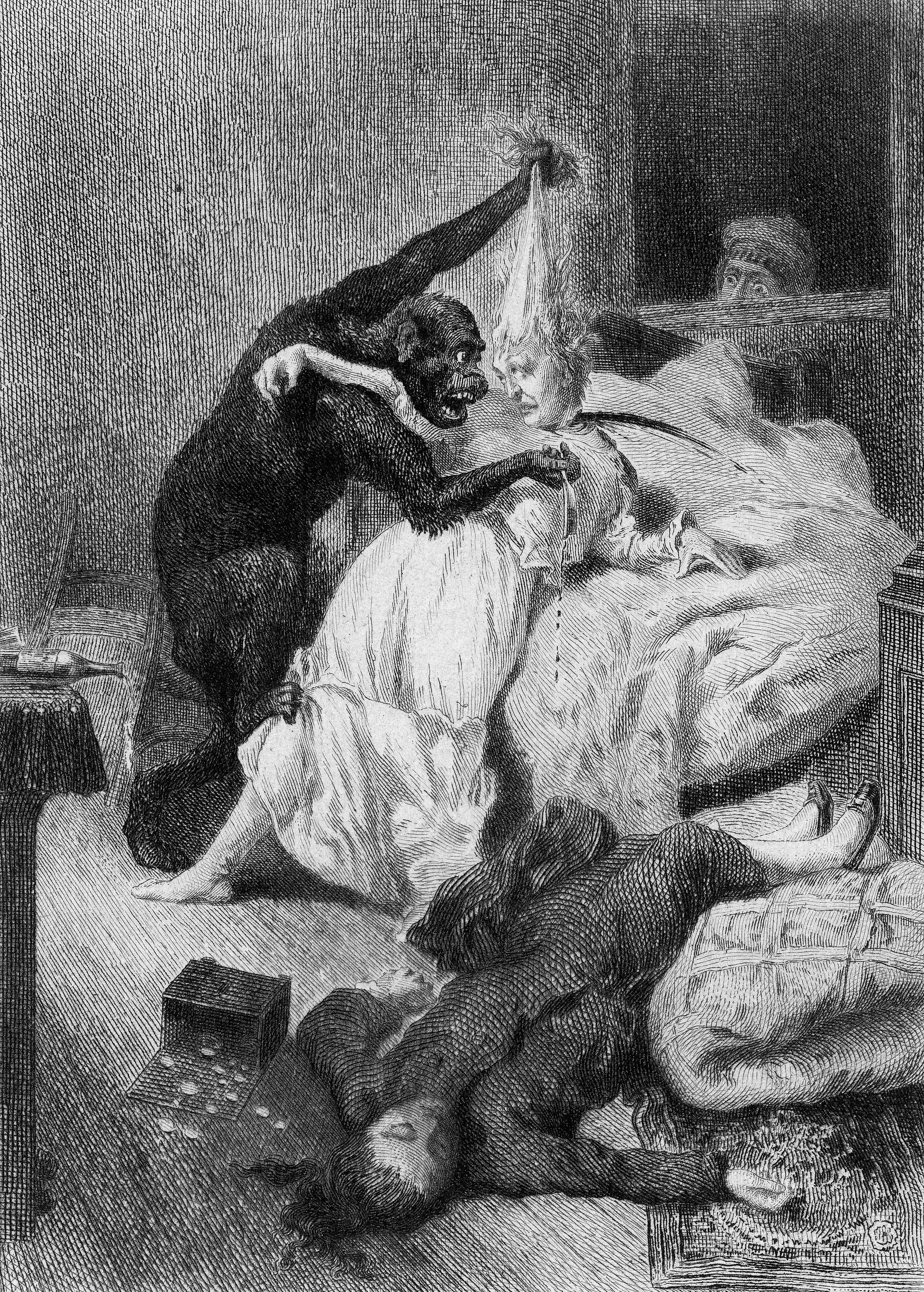
Ilustracja do opowiadania autorstwa Daniela Vierge'a

Aby zwabić właściciela zwierzęcia, Dupin zamieszcza w gazecie ogłoszenie o znalezieniu orangutana. Na ogłoszenie odpowiada marynarz, który przychodzi do Dupina i oferuje nagrodę za zwrot zwierzęcia. Dupin pyta go o wszystko, co wie na temat zabójstwa przy Rue Morgue. Marynarz przyznaje, że posiadał dzikiego orangutana. Pewnego dnia zwierzę skradło mu ostrą brzytwę do golenia i uciekło na ulicę. Marynarz gonił orangutana aż do Rue Morgue, gdzie zwierzę wdrapało się na ścianę i weszło do apartamentu przez okno. Orangutan schwytał Madame L'Espanaye i próbował ją golić brzytwą, zgodnie z codziennymi zwyczajami marynarza. Krzyki kobiety rozwścieczyły orangutana, który poderżnął kobiecie gardło, a jej omdlałą córkę udusił. Tymczasem marynarz wdrapał się do okna i z przerażeniem patrzył na krwawą scenę. Widząc swego pana, orangutan próbował schować zwłoki i wepchnął córkę do komina, po czym zbiegł.
Ostatecznie marynarz odnajduje orangutana i sprzedaje go. Adolphe le Bon zostaje wypuszczony po tym, jak Dupin opowiada całą historię prefektowi policji „G-”. Niezadowolony z rozwiązania sprawy przez Dupina, prefekt kąśliwie stwierdza, że ludzie powinni zajmować się własnymi sprawami. Dupin mówi narratorowi, że prefekt jest „za sprytny na to, aby być głębokim”, ale zarazem chwali umiejętność prefekta, by de nier ce qui est, et d‘expliquer ce qui n‘est pas (cytat z Nowej Heloizy: „zaprzeczać temu, co jest, a wyjaśniać to, czego nie ma”).

## Tematy i analiza

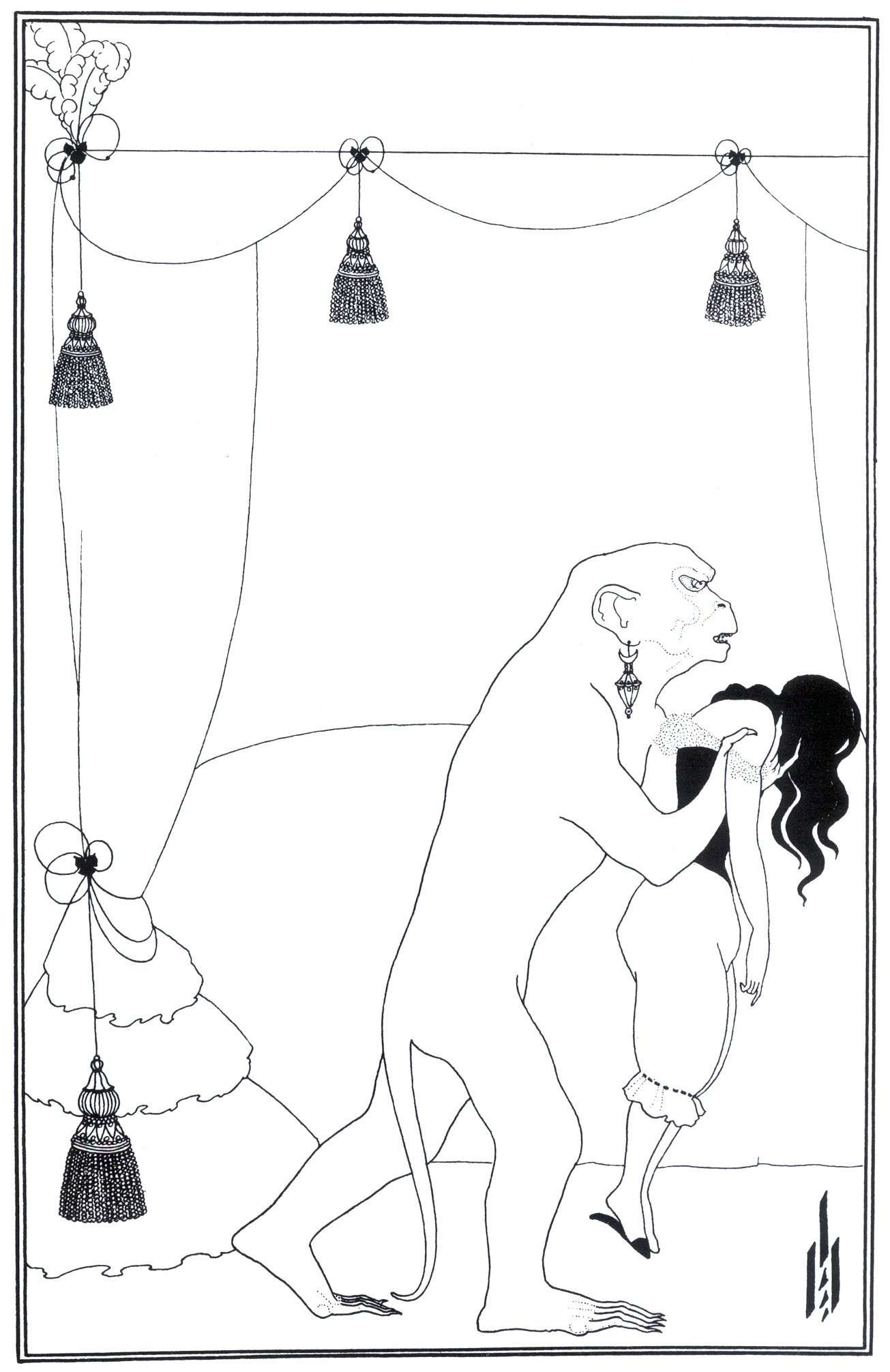
Ilustracja Zabójstwa przy Rue Morgue autorstwa Aubreya Beardsleya

W liście do swego znajomego, dra Josepha Snodgrassa, Poe wyjaśniał, że przewodnim tematem noweli było ćwiczenie pomysłowości w rozwiązaniu zagadki morderstwa. Dupin nie jest zawodowym detektywem; podejmuje się rozwiązania sprawy zabójstw przy Rue Morgue wyłącznie dla własnej przyjemności. Pragnie odkryć prawdę i oczyścić z zarzutów niesłusznie oskarżonego mężczyznę. Jego zaangażowanie nie ma podłoża finansowego — odrzuca nawet nagrodę od właściciela orangutana. Ujawnienie tożsamości prawdziwego zabójcy w zasadzie unieważnia przestępstwo, gdyż ani orangutan, ani jego właściciel nie mogą być moralnie odpowiedzialni za zbrodnię.
Poe napisał Zabójstwo przy Rue Morgue w czasach, gdy przestępczość przyciągała uwagę publiczną w związku z gwałtowną urbanizacją. Niedługo wcześniej w Londynie ustanowiono pierwsze profesjonalne siły policyjne, a amerykańskie miasta zaczynały skupiać się na naukowym podejściu do pracy śledczej. Gazety regularnie donosiły o krwawych zbrodniach i procesach kryminalnych. Zabójstwo przy Rue Morgue kontynuuje motyw miasta, który Poe eksplorował w innych swoich dziełach, w szczególności w opowiadaniu Człowiek tłumu, inspirowanym pobytem Poego Filadelfii.
Metoda prowadzenia śledztwa przez Dupina zwraca uwagę na znaczenie słowa pisanego i czytanego. Jego ciekawość zostaje wzbudzona przez doniesienia prasowe, a informacje o orangutanach czerpie z pisemnych relacji "Cuviera" (prawdopodobnie przyrodnika Georgesa Cuviera). Metoda ta angażuje także czytelnika, który podąża za tokiem rozumowania detektywa, samodzielnie analizując przedstawione poszlaki. Poe podkreśla również potęgę słowa mówionego. Kiedy Dupin żąda od marynarza informacji na temat morderstw, ten reaguje gwałtownie: Twarz żeglarza poczerwieniała, jak gdyby walczył z dusznością. Zerwał się na nogi i porwał za pałkę; ale wnet potem opadł na krzesło, drżąc gwałtownie i śmiertelnie blady.
W noweli można dostrzec metaforę walki między intelektem a siłą fizyczną. Siła fizyczna, uosabiana przez orangutana i jego właściciela, symbolizuje czystą przemoc: orangutan jest sprawcą morderstwa, a jego właściciel przyznaje się, że karał zwierzę biczem. Siła analitycznego umysłu Dupina przewyższa ich brutalność. Nowela zawiera także częsty u Poego motyw śmierci pięknej kobiety, który on sam uważał za jeden z najbardziej poetyckich tematów na świecie, co podkreślał w swoim eseju The Philosophy of Composition.

## Znaczenie i recepcja

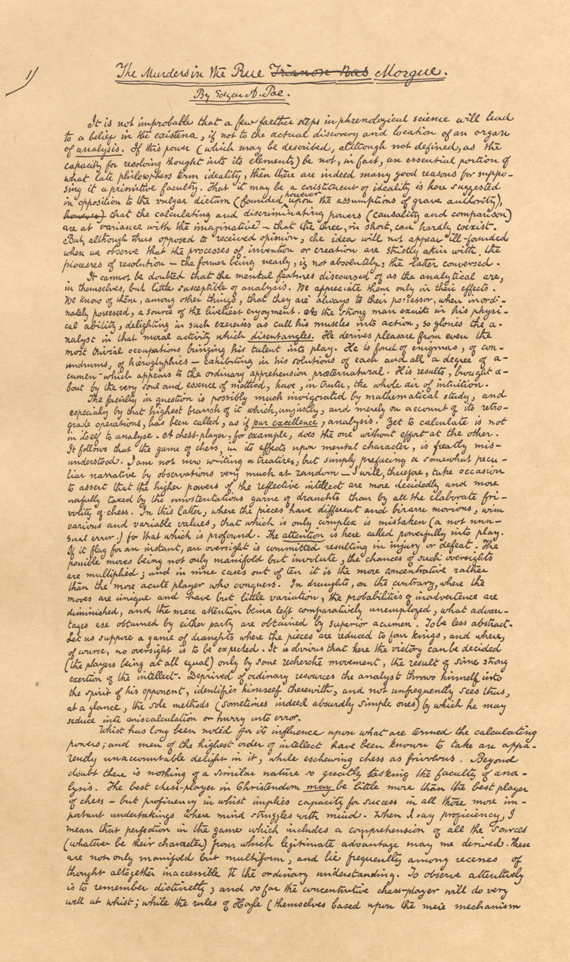
Oryginalny manuskrypt noweli

Biograf Poego, Jeffrey Meyers, podkreśla znaczenie Zabójstwa przy Rue Morgue, twierdząc, że nowela ta zmieniła historię literatury. Nowela często jest przedstawiana jako pierwsze dzieło z gatunku literatury detektywistycznej. Postać Dupina stała się wzorem dla wielu przyszłych fikcyjnych detektywów, takich jak Sherlock Holmes czy Herkules Poirot. Rola, jaką odegrał Poe w stworzeniu gatunku literatury detektywistycznej, odzwierciedlona jest w nazwie przyznawanych corocznie przez organizację Mystery Writers of America nagród Edgar Awards.
Utwór wprowadził szereg toposów, które stały się charakterystyczne dla gatunku: ekscentryczny i błyskotliwy detektyw, nieporadna policja oraz narracja pierwszoosobowa prowadzona przez bliskiego przyjaciela detektywa. Poe przedstawia policję w mało pochlebnym świetle, kontrastując ją z postacią detektywa. Poe był także prekursorem techniki narracyjnej, w której detektyw najpierw przedstawia swoje rozwiązanie, po czym wyjaśnia prowadzące do niego rozumowanie. Nowela uważana jest również za pierwszy w literaturze detektywistycznej przykład zagadki zamkniętego pokoju. Z drugiej strony, w przeciwieństwie do wielu późniejszych opowieści detektywistycznych, nowela Poego nie daje czytelnikowi realistycznej możliwości odgadnięcia rozwiązania przed jego ujawnieniem; mało kto umieściłby na liście potencjalnych podejrzanych małpę.
Po wydaniu Zabójstwa przy Rue Morgue autor był chwalony za stworzenie nowatorskiego dzieła. W pensylwańskim dzienniku Inquirer pisano, że nowela stanowi dowód na geniusz pana Poego ... jego potężną inwencję i kunszt, z którym nie da się niczego porównać. Poe jednak bagatelizował swe osiągnięcie w liście do Philipa Pendeltona Cooka, pisząc:
Takie historie o analitycznym procesie rozumowania zawdzięczają swoją popularność w większości temu, że są niejako w nowej tonacji. Nie chcę powiedzieć, że nie są genialne – ale ludzie uważają je za bardziej genialne, niż są w rzeczywistości – ze względu na ich metodę i wrażenie metody. Na przykład w przypadku „Zabójstwa przy Rue Morgue” – co jest genialnego w tym, że rozwikłało się matnię, którą utkało się samemu w celu jej rozwikłania?

## Inspiracja
Kiedy Poe pisał Zabójstwo przy Rue Morgue, słowo „detektyw” jeszcze nie istniało, choć w literaturze już wcześniej pojawiały się postacie zajmujące się rozwiązywaniem tajemnic. Niekiedy za pierwszy utwór detektywistyczny uważa się Pannę de Scudery E.T.A. Hoffmanna, w której tytułowa bohaterka udowadnia niewinność człowieka podejrzanego przez policję o morderstwo. Do prekursorów tego gatunku można też zaliczyć powiastkę filozoficzną Zadig Woltera, której tytułowy bohater dokonuje podobnych popisów rozumowania.
Poe mógł także czerpać inspirację z własnych wcześniejszych dzieł, takich jak esej Maelzel's Chess Player (w którym Poe próbował zdemaskować zasadę działania rzekomego automatu grającego w szachy) oraz opowiadanie komediowe Three Sundays in a Week (w którym główny bohater, dzięki swemu sprytowi, wykonuje na pozór niemożliwe zadanie). Główny zwrot akcji mógł być zainspirowany reakcją tłumu na orangutana, którego pokazano w Masonic Hall w Filadelfii w lipcu 1839 roku.
Nazwisko Dupina zostało być może zaczerpnięte z opowiadań publikowanych w 1828 roku w Burton's Gentleman’s Magazine pod tytułem Nieopublikowane fragmenty z życia Vidocq, francuskiego ministra policji. W tych opowiadaniach również pojawia się analityk rozwiązujący zagadki morderstw, a także ofiara z gardłem podciętym tak brutalnie, że głowa niemal całkowicie oddziela się od reszty ciała. W noweli Poego Dupin wspomina o Vidocqu, określając go z pewnym lekceważeniem jako „dobrego zgadywacza”.

## Historia publikacji
Poe pierwotnie zatytułował opowiadanie „The Murders in the Rue Trianon-Bas”, jednak ostatecznie zmienił tytuł. Zabójstwo przy Rue Morgue po raz pierwszy ukazało się w kwietniu 1841 roku w Graham's Magazine, gdzie Poe pełnił funkcję redaktora. Otrzymał za nie dodatkowe 56 dolarów — była to wyjątkowo wysoka kwota; dla porównania, w 1845 roku za Kruka zapłacono mu jedynie 9 dolarów. W 1843 roku Poe wpadł na pomysł wydania serii broszur z jego opowiadaniami, zatytułowanej The Prose Romances of Edgar A. Poe. Ostatecznie wydrukowano tylko jedną, zawierającą Zabójstwo przy Rue Morgue wraz z satyrycznym opowiadaniem Człowiek, który się zużył. Broszura kosztowała 12 i pół centa. Ta wersja zawierała 52 zmiany w porównaniu z pierwotnym tekstem opublikowanym w Graham's Magazine. Zabójstwo przy Rue Morgue zostało również przedrukowane w zbiorze opowiadań Poego wydanym przez Wiley & Putnam pod tytułem Tales. Poe nie brał udziału w wyborze opowiadań do tej kolekcji.
Oryginalny rękopis „Zabójstwa przy Rue Morgue”, który posłużył do pierwszego druku w Graham's Magazine, został wyrzucony do kosza na śmieci. Praktykant w redakcji, J. M. Johnston, odzyskał go i przekazał swojemu ojcu na przechowanie. Rękopis został schowany w książce z nutami, gdzie przetrwał trzy pożary domów, zanim został kupiony przez George’a Williama Childsa. W 1891 roku Childs przekazał rękopis, oprawiony wraz z listem opisującym jego historię, na rzecz Uniwersytetu Drexela. Childs przekazał również 650 dolarów na ukończenie nowego pomnika nagrobnego Edgara Allana Poe w Baltimore w 1875 roku.
Zabójstwo przy Rue Morgue było jednym z pierwszych dzieł Poego, które przetłumaczono na język francuski. W dniach od 11 do 13 czerwca 1846 roku w paryskim dzienniku La Quotidienne opublikowano swobodne tłumaczenie opowiadania pod tytułem Un meurtre sans exemple dans les Fastes de la Justice, podpisane "G. B." bez podania nazwiska Poego. Wiele szczegółów zostało zmienionych: ulica „rue Morgue” została przemianowana na „rue de l'Ouest”, a nazwisko „Dupin” na „Bernier”. 12 października 1846 roku w gazecie Le Commerce ukazał się kolejny przekład, zatytułowany „Une Sanglante Enigme”, również bez podania nazwiska Poego. Redaktor Le Commerce został oskarżony o splagiatowanie opowiadania z La Quotidienne. Sprawa trafiła do sądu, a publiczna dyskusja przyczyniła się do popularyzacji nazwiska Poego we Francji.

## Ekranizacje
- 1914 – Zabójstwa przy Rue Morgue (Murders in the Rue Morgue)[28]
- 1932 – Zabójstwa przy Rue Morgue (Murders in the Rue Morgue) (reż. Robert Florey, występują: Béla Lugosi, Leon Ames, Sidney Fox i Arlene Francis)[29]
- 1954 – Phantom of the Rue Morgue (reż. Roy Del Ruth, występują: Karl Malden, Patricia Medina)[30]
- 1971 – Zabójstwa przy Rue Morgue (Murders in the Rue Morgue) (reż. Gordon Hessler)[31]
- 1986 – Zabójstwa przy Rue Morgue (The Murders in the Rue Morgue) (reż. Jeannot Szwarc, występują: George C. Scott, Rebecca De Mornay, Ian McShane i Val Kilmer)[32]

## Muzyka
- 1981 – Iron Maiden – Murders in the Rue Morgue (z albumu Killers)[33]